# キンググローリアス
キンググローリアスは、アメリカ合衆国の競走馬・種牡馬。サンデーサイレンス、イージーゴアと同期。近親に、日本で出走したモンテカルロ、アドマイヤセレクトなどがいる。

## 戦績
母のグロリアスナタリーはニーヴァスを受胎時にカリフォルニアのセールで6700ドルで購入され、その後誕生したキンググローリアスはカリフォルニアイヤリングセールで6500ドルで上場されたが、買い手がつかず主取りとなっている。
2歳5月6日にデビュー。未勝利戦を7馬身差、キンダーガーテンステークスを10馬身差、ハリウッドジュヴェナイルチャンピオンシップステークス (GII) を4馬身差で圧勝。3か月の休養をはさみハリウッドプレブーステークス (GIII) を勝った後、ハリウッドフューチュリティに出走。圧倒的な1番人気に応え2馬身差で快勝し、GI初制覇を果たす。後に殿堂入りを果たすホランドーファー調教師にとっても初のG1勝利となった。2歳時は5戦5勝で終え、エクリプス賞の最優秀2歳牡馬にはイージーゴアが選出されたものの、当時のフリーハンデキャップではイージーゴアと1ポンド差の125ポンドで2位にランクされた。また、この年のカリフォルニア州産馬の年度代表馬にもなっている。
3歳クラシックでの主役が期待されたが脚部不安を発症し、クラシックを断念することになる。復帰戦は4月のピートモンドステークス。ここを21馬身差という大差で圧勝するが、続くゴールドラッシュハンデキャップでは2着に敗れ初の敗戦を喫する。しかし、オハイオダービー (GII) を快勝した後、ハスケル招待ハンデキャップで再び圧倒的な1番人気に応える3馬身差の圧勝でGI2勝目を果たした。サンデーサイレンス、イージーゴアという同期の2強との対決が期待されたが再び脚部不安を発症し、対決が実現することなくそのまま引退した。

### 競走成績
- 2歳（5戦5勝）
  - ハリウッドフューチュリティ(G1)
- 3歳（4戦3勝）
  - ハスケル招待ハンデキャップ(G1)、オハイオダービー（G2）

## 引退後
引退後は日本で種牡馬入りし、日本軽種馬協会静内種馬場で繋養される。1993年に初年度産駒がデビューし、ファーストシーズンリーディングサイアーを獲得した。しかし、翌年に初年度産駒がデビューしたサンデーサイレンスの記録的な産駒成績の前にかき消されるかのように成績を伸ばすことができず、1998年のマックスキャンドゥ以降、2008年にワンダースピードがアンタレスステークスを制するまで、長らく中央重賞勝ち馬を出せなかった。2010年の種付けシーズン終了後、高齢のため種牡馬を引退する。引退後も静内種馬場で功労馬として繋養される。引退までに後継種牡馬となる産駒は現れなかったが、後にワンダースピードが種牡馬入りしている。2016年7月2日午前7時、老衰のため死去。30歳だった。
代表産駒のナムラコクオー、マックスキャンドゥは芝で実績を残したが、多くの産駒はダートで活躍。1995年から5年連続を含む計6回、中央ダートのサイアーランキングで10位以内に入っている。仕上がりが早く、2、3歳（旧3、4歳）限定重賞での活躍が顕著であり、古馬になって大成し、息長く活躍をしたセタノキングやワンダースピードのような例はまれである。

### 主な産駒
- 1991年産
  - ナムラコクオー（ラジオたんぱ杯3歳ステークス、シンザン記念、NHK杯、プロキオンステークス）
  - セタノキング（さきたま杯、さくらんぼ記念、山形記念樹氷賞2回、花笠まつり賞、酒田まつり賞2回、ラ・フランス賞）
- 1994年産
  - ユウキキングスター（フェニックス賞）
  - エイシンアーバン（ききょうステークス、黒潮乙女賞）
  - テイエムキングオー（野路菊ステークス）
- 1995年産
  - ボールドエンペラー（デイリー杯3歳ステークス、東京優駿2着）
  - マックスキャンドゥ（報知杯4歳牝馬特別、サンケイスポーツ賞4歳牝馬特別）
  - タマルファイター（ダリア賞、吾妻小富士オープン）
  - キングオブジェイ（端午ステークス）
- 1996年産
  - キングデール（サラブレッドチャレンジカップ、ダービーグランプリ2着）
- 1997年産
  - クリノキングオー（若葉ステークス）
  - セクシーディナー(ロジータ記念、ファーストレディー賞)
- 1998年産
  - ダンシングテン（阿蘇ステークス）
- 1999年産
  - サンライズキング（北陸ステークス、阿蘇ステークス、エニフステークス）
  - キーボランチ（メトロポリタンステークス）
  - キングセイバー(東京ダービー、クラウンカップ)
  - グローリアスイモン(端午賞)
- 2002年産
  - ワンダースピード（東海ステークス、名古屋グランプリ2勝、アンタレスステークス、平安ステークス）

#### 母の父としての主な産駒
- ユビキタス（父アグネスデジタル）
- シェアースマイル（父プリサイスエンド）

## 血統表
| キンググローリアスの血統        | キンググローリアスの血統                         | キンググローリアスの血統                         | （血統表の出典）                                 | （血統表の出典） |
| 父系                            | ミスタープロスペクター系                         | ミスタープロスペクター系                         | ミスタープロスペクター系                         | [ § 2 ]          |
| 父 Naevus 1980 栗毛             | 父の父Mr. Prospector 1970 鹿毛                   | Raise a Native                                   | Native Dancer                                    | Native Dancer    |
| 父 Naevus 1980 栗毛             | 父の父Mr. Prospector 1970 鹿毛                   | Raise a Native                                   | Raise You                                        |                  |
| 父 Naevus 1980 栗毛             | 父の父Mr. Prospector 1970 鹿毛                   | Gold Digger                                      | Nashua                                           | Nashua           |
| 父 Naevus 1980 栗毛             | 父の父Mr. Prospector 1970 鹿毛                   | Gold Digger                                      | Sequence                                         |                  |
| 父 Naevus 1980 栗毛             | 父の母Mudville 1968 鹿毛                         | *ボールドラッド(USA)                             | Bold Ruler                                       | Bold Ruler       |
| 父 Naevus 1980 栗毛             | 父の母Mudville 1968 鹿毛                         | *ボールドラッド(USA)                             | Misty Morn                                       |                  |
| 父 Naevus 1980 栗毛             | 父の母Mudville 1968 鹿毛                         | Batteer Up                                       | Tom Fool                                         | Tom Fool         |
| 父 Naevus 1980 栗毛             | 父の母Mudville 1968 鹿毛                         | Batteer Up                                       | Striking                                         |                  |
| 母 Glorious Natalie 1980 黒鹿毛 | 母の父Reflected Glory 1964 鹿毛                  | Jester                                           | Tom Fool                                         | Tom Fool         |
| 母 Glorious Natalie 1980 黒鹿毛 | 母の父Reflected Glory 1964 鹿毛                  | Jester                                           | Golden Apple                                     |                  |
| 母 Glorious Natalie 1980 黒鹿毛 | 母の父Reflected Glory 1964 鹿毛                  | Lysistrata                                       | Palestinian                                      | Palestinian      |
| 母 Glorious Natalie 1980 黒鹿毛 | 母の父Reflected Glory 1964 鹿毛                  | Lysistrata                                       | Jaconda                                          |                  |
| 母 Glorious Natalie 1980 黒鹿毛 | 母の母Blue Eyed Blonde 1964 栗毛                 | The Pie King                                     | The Solicitor                                    | The Solicitor    |
| 母 Glorious Natalie 1980 黒鹿毛 | 母の母Blue Eyed Blonde 1964 栗毛                 | The Pie King                                     | Whirling Dun                                     |                  |
| 母 Glorious Natalie 1980 黒鹿毛 | 母の母Blue Eyed Blonde 1964 栗毛                 | Blue-Eyed Barbie                                 | Turk's Delight                                   | Turk's Delight   |
| 母 Glorious Natalie 1980 黒鹿毛 | 母の母Blue Eyed Blonde 1964 栗毛                 | Blue-Eyed Barbie                                 | Smart Barbara                                    |                  |
| 母系(F-No.)                     | (FN:2-d)                                         | (FN:2-d)                                         | (FN:2-d)                                         | [ § 3 ]          |
| 5代内の近親交配                 | Tom Fool 4×4=12.50%、Nasrullah 5×5=6.25%（父内） | Tom Fool 4×4=12.50%、Nasrullah 5×5=6.25%（父内） | Tom Fool 4×4=12.50%、Nasrullah 5×5=6.25%（父内） | [ § 4 ]          |
| 出典                            | 1. 2. 3. 4.                                      | 1. 2. 3. 4.                                      | 1. 2. 3. 4.                                      | 1. 2. 3. 4.      |